# Великое соединение

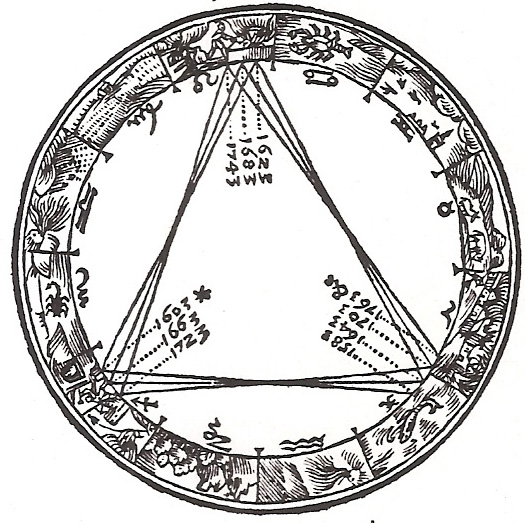
Тригон Кеплера, диаграмма, представляющая расположение Великих соединений на эклиптике, из книги Иоганна Кеплера 1606 года De Stella Nova («О новой звезде»)

Вели́кое соедине́ние — соединение планет Юпитера и Сатурна, когда видимое положение этих двух планет на небесной сфере наиболее близко друг к другу. Великие соединения происходят в среднем каждые 19,86 года, когда Юпитер, чей период обращения вокруг Солнца составляет 11,86 года, «догоняет» на небе планету Сатурн, период обращения которой равен 29,46 года. Последнее Великое соединение произошло 21 декабря 2020 года, когда две планеты были разделены на небе 6 угловыми минутами (~1⁄5 углового диаметра лунного диска); последний раз до этого настолько близкое соединение Юпитера и Сатурна произошло 16 июля 1623 года, однако в тот день эти планеты находились вблизи Солнца и были ненаблюдаемы. Как правило, планеты во время соединений лишь проходят мимо друг друга на некотором угловом расстоянии, поскольку плоскости их орбит не совпадают. Лишь в очень редких случаях планеты оказываются для земного наблюдателя на одной линии зрения; в последний раз такое событие (покрытие Сатурна Юпитером) во время Великого соединения произошло в 6856 году до нашей эры.

## Тройные соединения

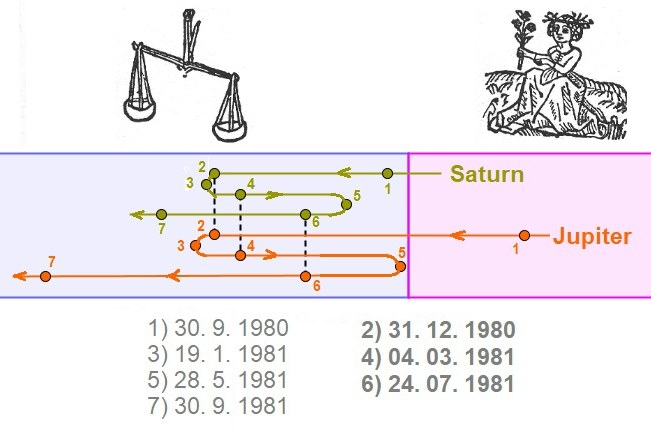
Тройное Великое соединение 1981 года. Из-за ретроградного движения по небесной сфере Юпитер и Сатурн вступали в соединение трижды за несколько месяцев

Соединения Юпитера с Сатурном обычно происходят раз за примерно 20 лет. Однако если они одновременно находятся в противостоянии, т. е. Земля находится между внешней планетой и Солнцем, может происходить так называемое тройное соединение, когда Юпитер и Сатурн занимают одно и то же положение по прямому восхождению (или по эклиптической долготе) трижды в течение нескольких месяцев (из-за кажущегося попятного движения, которое происходит для внешних планет в противостоянии ввиду более высокой угловой скорости Земли). Последнее на сегодняшний день тройное соединение произошло в 1981 году, а следующее будет наблюдаться лишь в 2239 году. Время между последовательными тройными соединениями может меняться от 40 лет до 377 лет.

## Значимые Великие соединения

### 7 год до н. э.
Изучая Великое соединение 1603 года, Иоганн Кеплер выдвинул идею, что Вифлеемская звезда также могла быть Великим соединением. Он подсчитал, что в 7 году до н. э. (по астрономической нумерации годов это −6 год) происходило тройное соединение Юпитера и Сатурна; это явление должно было наблюдаться на Ближнем Востоке после заката Солнца. Важным для Кеплера был и тот факт, что это соединение Юпитера и Сатурна, соотнесённое им с рождением Христа, соответствовало (как и соединение 1603 года) переходу точки Великого соединения в группу знаков зодиака, соответствующую стихии огня; этот переход происходит только раз за 8 столетий, астрологи пытались связывать его с важными историческими событиями (см. ниже).

### 2000 год
Великое соединение произошло 28 мая 2000 года. Это событие было трудно наблюдать невооружённым глазом, потому что элонгация планет по отношению к Солнцу составляла лишь 14,9° к западу; планеты восходили в лучах утренней зари.

### 2020 год
Как уже отмечено выше, Великое соединение 2020 года является самым близким с 1623 года. Оно произошло через семь недель после гелиоцентрического соединения, когда Юпитер и Сатурн имели одинаковую гелиоцентрическую долготу. Геоцентрическое соединение произошло 21 декабря в 18:20 UT, когда Юпитер был на 0,1° южнее Сатурна и в 30° восточнее Солнца. Это означает, что обе планеты были одновременно видны в поле зрения типичного любительского телескопа (хотя их можно было визуально разделить и невооружённым глазом). Две планеты были видны в созвездии Козерога после захода Солнца. Для наблюдателя в средних широтах северного полушария планеты опустились ниже 15° над горизонтом уже через час после захода Солнца; наиболее благоприятные условия для наблюдения складывались вблизи экватора.

### 7541 год
Великое соединение 7541 года произойдёт в противостоянии, во время ретроградного движения планет, и поэтому будет тройным. Во время соединения произойдёт один транзит (16 февраля) и одно покрытие (17 июня) Сатурна Юпитером, первое такое явление с 6856 года до н. э. (хотя для расчётов положения планет в столь далёком будущем точность невысока, и источники расходятся относительно точной природы этих покрытий). Для соединений с покрытием необходимо, чтобы обе планеты одновременно находились в точках своих орбит, очень близких к узлам (точки пересечения орбиты и эклиптики); такие совпадения чрезвычайно редки.

## Список Великих соединений XIX—XXI веков
| Дата             | Время (UTC) | Юпитер находится от Сатурна в | Элонгация Сатурна от Солнца | Созвездие | Примечания                                                    |
| ---------------- | ----------- | ----------------------------- | --------------------------- | --------- | ------------------------------------------------------------- |
| 21 июля 1802     | 03:22:00    | 42' к югу                     | 37,9° к востоку             | Лев       |                                                               |
| 25 июня 1821     | 00:05:09    | 1°15' к северу                | 67,5° к западу              | Рыбы      | Тройное соединение                                            |
| 22 ноября 1821   | 23:49:55    | 1°20' к северу                | 140,2° к востоку            | Рыбы      | Тройное соединение                                            |
| 23 декабря 1821  | 09:28:49    | 1°22' к северу                | 108,5° к востоку            | Рыбы      | Тройное соединение                                            |
| 25 января 1842   | 22:22:31    | 32' к югу                     | 26,8° к западу              | Стрелец   |                                                               |
| 25 октября 1861  | 15:11:20    | 52' к югу                     | 43,1° к западу              | Лев       |                                                               |
| 22 апреля 1881   | 11:58:20    | 1°18' к северу                | 1,0° к востоку              | Овен      | Слишком близко к Солнцу для наблюдения невооружённым глазом   |
| 28 ноября 1901   | 06:10:38    | 27' к югу                     | 38,6° к востоку             | Стрелец   |                                                               |
| 14 сентября 1921 | 16:22:08    | 1°02' к югу                   | 6.2° к востоку              | Лев       | Слишком близко к Солнцу для наблюдения невооружённым глазом   |
| 15 августа 1940  | 13:18:42    | 1°15' к северу                | 97,5° к западу              | Овен      | Тройное соединение                                            |
| 11 октября 1940  | 23:17:26    | 1°17' к северу                | 155,0° к западу             | Овен      | Тройное соединение                                            |
| 20 февраля 1941  | 19:14:02    | 1°21' к северу                | 67,7° к востоку             | Овен      | Тройное соединение                                            |
| 18 февраля 1961  | 14:42:37    | 14' к югу                     | 34,6° к западу              | Стрелец   |                                                               |
| 14 января 1981   | 07:58:37    | 1°09' к югу                   | 103,9° к западу             | Дева      | Тройное соединение                                            |
| 19 февраля 1981  | 07:12:10    | 1°09' к югу                   | 141,2° к западу             | Дева      | Тройное соединение                                            |
| 30 июля 1981     | 21:32:22    | 1°12' к югу                   | 57,9° к востоку             | Дева      | Тройное соединение                                            |
| 31 мая 2000      | 10:13:27    | 1°11' к северу                | 16,9° к западу              | Овен      | Трудно наблюдать невооружённым глазом из-за близости к Солнцу |
| 21 декабря 2020  | 13:22:00    | 6' к югу                      | 30,3° к востоку             | Козерог   | Ближайшее соединение с 1623 года                              |
| 5 ноября 2040    | 13:19:46    | 1°14' к югу                   | 24,8° к западу              | Дева      |                                                               |
| 10 апреля 2060   | 09:01:25    | 1°09' к северу                | 39,8° к востоку             | Телец     |                                                               |
| 15 марта 2080    | 08:29:24    | 6' к северу                   | 43,8° к западу              | Козерог   |                                                               |
| 24 сентября 2100 | 01:40:38    | 1°18' к югу                   | 25,1° к востоку             | Дева      |                                                               |

## В культуре
Соединения Юпитера и Сатурна — «высших планет» (наиболее удалённых среди известных людям до открытия Урана) — считались в античности и средневековье важными маркерами истории.
За 60 лет Великие соединения происходят трижды в областях эклиптики, разделённых примерно 120 градусами, и возвращаются в прежнее созвездие (с небольшим сдвигом, см. рисунок Кеплера в начале статьи). Этот факт, обусловленный почти точным орбитальным резонансом 2:5 периодов обращения Сатурна и Юпитера, вместе с примерно 12-летним периодом обращения Юпитера мог послужить древнекитайским астрономам для создания 60-летнего циклического календаря с 12-летним основным циклом.
Сдвиг, отмеченный выше, составляет около 9° и приводит к постепенному повороту «тригона» (примерно равностороннего треугольника с вершинами в точках трёх последовательных Великих соединений). Период, по истечении которого вершины тригона вновь попадают в прежние знаки зодиака, то есть тригон поворачивается на 120°, составляет, с учётом прецессии земной оси, около 800 лет (в действительности 794 года). Этот период рассматривался многими средневековыми астрологами исламского мира и Европы как важный цикл развития мировой истории, а сами Великие соединения или гораздо более редкие события возврата вершин тригона в прежние знаки зодиака (в те три из них, которые считались связанными со стихией огня: Овен, Лев и Стрелец) — как предвестник значительных перемен. Например, персидский астроном IX века Абу Машар аль-Балхи, известный в Европе как Альбумазар, написал «Книгу о годичных обращениях гороскопов» (Kitāb aḥkām taḥāwil sinī al-mawālīd), посвящённую, в частности, этому вопросу и переведённую в Европе как «De magnis coniunctionibus et annorum revolutionibus ac eorum profectionibus octo continens tractatus» («О великих соединениях, годичных обращениях и их причинах, в восьми трактатах»). Идею о значимости соединений первым в исламской астрономии высказал учитель Альбумазара, Аль-Кинди, но источник этой идеи предположительно возводится к доисламской Персии времён Сасанидов (III—VII вв.). Труды Альбумазара были влиятельны в Европе на протяжении пяти столетий. Интерес к Великим соединениям проявляли Данте, Роджер Бэкон, Тихо Браге, Уильям Шекспир.
Великие соединения, случавшиеся при переходах точек Великого соединения в новый знак зодиака, европейские астрологи вслед за Р. Бэконом называли «Величайшими соединениями», а соединения, соответствовавшие возврату вершин тригона в знаки, соответствовавшие стихии огня (Овен, Лев и Стрелец) — «Наивеличайшими» (Coniunctio planetarum maxima). В их представлении моменты «Наивеличайших соединений» соотносились с важнейшими событиями библейской и исторической хронологии: сотворением мира (4000 лет до н. э.), временами Еноха (3200 лет до н. э.), Всемирным потопом (2400 лет до н. э.), исходом евреев из Египта и деятельностью Моисея (1600 лет до н. э.), потерей десяти колен израилевых (800 лет до н. э.), рождением Христа (начало н. э.), возникновением империи Карла Великого (800 год н. э.), но также и, как писал Бэкон, со «сменами царств и империй, огненными знамениями в воздухе, наводнениями, землетрясениями и дороговизной пищи». С концом старого цикла (Великое соединение 1583 года) или началом нового (1603) в европейских странах конца XVI в. связывались ожидания новой фазы в мировой истории, иногда близкие к эсхатологическим, вплоть до второго пришествия Христа и Страшного Суда.